# Здание торговой фирмы А. М. Михайлова
Здание торговой фирмы А. М. Михайлова — историческое торговое здание, расположено в Москве на улице Кузнецкий Мост, 14. Построено по заказу меховщика А. М. Михайлова архитектором А. Э. Эрихсоном в 1903 году. С середины 1940-х годов по 2002 год в здании размещался Общесоюзный дом моделей одежды, в настоящее время в доме работает магазин одежды премиум-класса «Podium concept store». Здание является объектом культурного наследия регионального значения.

## История
В XVII веке на этом месте располагались дворы стольника И. М. Ведеревского, регистратора Ключарева, иностранца И. Тардье. В начале XIX века владение перешло купцу Ф. Гутту, а затем его жене. В первой половине XIX века в доме, стоявшем на это месте, находились: салон головных уборов Е. Гутт, магазин немецкой мебели из красного дерева Г. Теодора, магазин мужской одежды и головных уборов братьев Дюлу, «Депо спичек» Гальнбека. В 1840-х годах участком владела Е. Лакомм. В 1848 году в дворовом флигеле размещался основанный графом С. Г. Строгановым «Литографический институт», в котором выполнялись заказы на изготовление портретов, визитных карточек, пригласительных билетов, рисунков и иллюстраций. В 1850 году владение перешло сыну генерала А. П. Ермолова, а позднее его жене. В 1883 году дом Ермоловых арендовал, а затем приобрёл купец 1-й гильдии, меховщик А. М. Михайлов. По его заказу архитектором В. В. Барковым в 1889 году во дворе было построено четырёхэтажное здание для размещения фабрики меховых изделий. Фабрика была единственным промышленным предприятием на Кузнецком Мосту и продолжала работать и в советское время. Выходящий фасадом на Кузнецкий Мост современный дом построен в 1903 году архитектором А. Э. Эрихсоном. В 1906—1907 годах тем же Эрихсоном была осуществлена надстройка пятого этажа. Вплоть до революции в здании размещался «Магазин сибирских и американских меховых товаров» А. М. Михайлова.

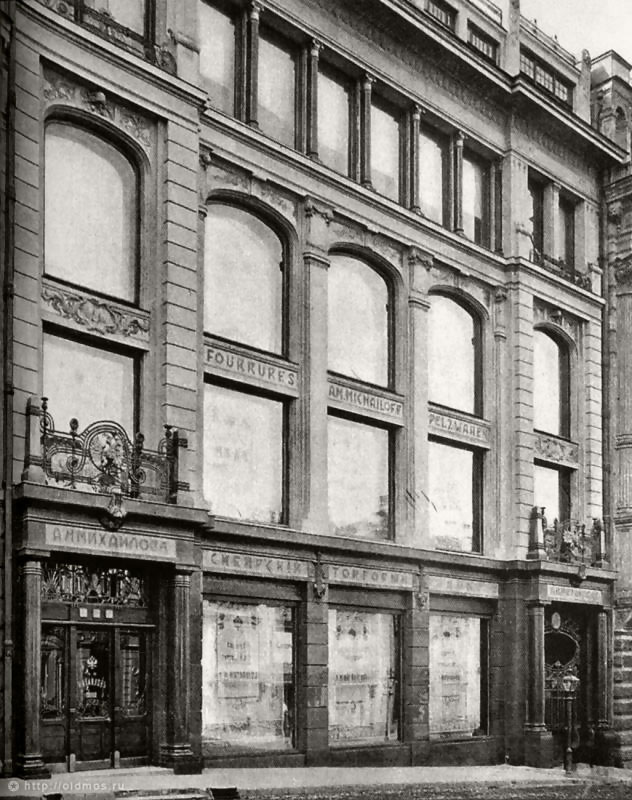
Торговая фирма А. М. Михайлова, вид здания в 1912 году

Основой фасадной композиции здания является ритмика крупных оконных проёмов, занимающих почти всё пространство между устоями вертикальной структуры и тягами междуэтажных перекрытий. Изначально горизонтальные междуэтажные тяги были заполнены рекламными надписями на разных языках. Нижний этаж оформлен колоннами тосканского ордера из чёрного лабрадорита и облицован полированным тёмно-красным гранитом. Два следующих этажа украшены лепниной и мозаикой из золотой смальты в стиле декоративного модерна. Четвёртый этаж под глубоким карнизом декорирован полуколоннами характерного для творчества А. Э. Эрихсона ордера (схожего по общему абрису с коринфским), стволы которых окрашены в терракотовый цвет. Балконные ограждения на фасаде здания, по мнению некоторых исследователей архитектуры, относятся к одним из лучших, выполненных в Москве в этой стилистике. Первоначально интерьер торгового зала был декорирован художником-графиком В. А. Фаворским, однако до настоящего времени сохранились лишь немногие детали первоначального внутреннего оформления.

В середине 1940-х годов в здании разместился созданный под руководством модельера Н. П. Ламановой Общесоюзный дом моделей одежды (ОДМО), позднее получивший название Дом моделей «Кузнецкий мост». Верхний зал дома, в котором проходили показы моделей, был украшен 50-ю деревянными фигурами, представлявшими историю костюма. Ещё один собственный зал для показов ОДМО имел в здании ГУМа. Американский журналист Д. Гюнтер в книге «Россия сегодня» писал в 1957 году: 
Одной из невероятных достопримечательностей города является Дом моделей, модный дом на Кузнецком мосту. Это советский эквивалент Баленсиаги или Кристиана Диора. Вход стоит пять рублей. Там вы можете увидеть три или четыре раза в день демонстрации мод!
 Дом моделей создавал коллекции одежды для 300 швейных фабрик СССР, проводил обучение, методическую работу, здесь продавали готовые выкройки и проводили показы моделей. Здесь же размещалась редакция выходившего четыре раза в год «Журнала мод». В ОДМО работал модельер В. Зайцев, среди манекенщиц были Р. Збарская и Т. Михалкова. Дом моделей исполнял и индивидуальные заказы многих известных актёров и политиков: так, у модельера мужской одежды А. Игманда шил костюмы Л. И. Брежнев, одевались А. Тарковский, Ю. Любимов, А. Абдулов, В. Ливанов, у Т. Макеевой — Р. Горбачёва, у В. Зайцева — Г. Уланова, М. Ладынина, К. Шульженко, Л. Орлова, Л. Гурченко, А. Пахмутова и другие известные люди.
В 2002 году владельцем Дома моделей стала группа МДМ. Большинство из 150 сотрудников Дома моделей было уволено, а спустя год здание было продано компании «Подиум» — российскому ретейлеру модной одежды. После этого в доме расположился магазин одежды премиум-класса «Podium concept store» (марки Balmain, Celine, Helmut Lang, Alexander McQueen, Dior и другие).
Здание торговой фирмы А. М. Михайлова является выявленным объектом культурного наследия.